# ماريوس أوبريا
ماريوس أوبريا (بالرومانية: Marius Oprea)‏ هو صحفي ومؤرخ وشاعر روماني، ولد في 1964 في ترجوفيشت في رومانيا.